# Djina Guillet Delatour
 (décembre 2024).
Djina Guillet Delatour (née le 16 février 1983) est une spécialiste en santé communautaire, auteure et une entrepreneure haïtienne,. Elle a été coordinatrice générale du Programme national de cantine scolaire en Haïti, où elle œuvre pour une  gouvernance et décentralisation des actions,,'.

## Biographie
Djina Guillet Delatour, après  son baccalauréat au lycée Tertulien Guilbaud de Port-de-Paix, poursuit en 2002 des études en sciences infirmières à l'université adventiste d’Haïti (Unah).
Fondatrice de DGD Salon du Bien-être et de dgdboumed[Quoi ?], Djina Delatour est par sa profession d'infirmière. Elle est  aussi consultante en communication pour le changement de comportement. Parmi ses autres initiatives, elle a créé Dgd Group et DgdTV, un média en ligne spécialisé dans la promotion des femmes de couleur,.
En 2023, à l'occasion de ses 40 ans, Djina a publié un livre intitulé 40 ans au-delà des limites pour une cause, où elle aborde la question de l'estime de soi chez les femmes en lien avec l'âge,'. En tant que défenseure de l'entrepreneuriat féminin, elle encourage les femmes à s'investir dans des activités entrepreneuriales pour gagner en autonomie,'.
Djina est également très impliquée socialement. Elle est cofondatrice de  Miss ouest haïti, un concours d'élégance et d'intelligence pour jeunes filles, et de Trafosa, une organisation qui promeut la transformation globale de la société haïtienne,. Elle a été coordinatrice générale du Programme national de cantine scolaire, où elle œuvre pour une gouvernance et décentralisation des actions.
En plus de ses activités professionnelles et sociales, Djina est mastérante en santé publique à l'université quisqueya. Elle milite pour l'éducation en Haïti et soutient que l'engagement communautaire peut transformer le pays,.

## Carrière au Programme National de Cantines Scolaires (pncs)
Djina Guillet Delatour a été installée en tant que coordonnatrice du pncs par Angenor Cadet, un poste  qui vise à garantir la distribution de repas scolaires aux enfants des zones défavorisées en Haïti. Son mandat à la tête du pncs a été caractérisé par une série de réformes et d'initiatives destinées à améliorer l'efficacité du programme et à étendre sa portée dans tout le pays. Sous sa direction, le pncs a vu une augmentation de la qualité et de la quantité des repas distribués, avec un accent particulier sur l’accès à la nutrition pour les écoliers des zones les plus reculées et vulnérables du pays .
Djina Guillet Delatour a mis en place des partenariats avec des organisations locales et internationales pour garantir un financement stable et pour introduire des technologies modernes dans la gestion des stocks et la distribution des repas .

### Contributions Littéraires et Reconnaissance
En parallèle de son travail administratif, Djina Guillet Delatour est une auteure prolifique. Ses œuvres littéraires lui ont valu une reconnaissance importante, notamment le prix de l’auteure la plus remarquable de 2023 décerné par la Maison d’Édition CorrectPro .
Elle a également été couronnée du prix Femmes au Tribunal de l’Histoire lors de la 8ème édition de cet événement , une distinction qui honore les femmes ayant marqué l’histoire par leurs actions et leurs contributions au développement social et culturel.
Djina Guillet Delatour a  participé à plusieurs émissions au fil des années, chacune reflétant sa compréhension des réalités haïtiennes et son engagement envers les causes sociales. Par exemple, lors d'une cérémonie de graduation à la Faculté de Droit, des Sciences Économiques et de Gestion du Cap-Haïtien, elle a inspiré toute une génération de jeunes diplômés en partageant son parcours et sa vision de l'excellence. Son discours a été salué pour son authenticité et son encouragement aux jeunes à poursuivre leurs rêves malgré les obstacles ,.

## Rapport  publié par l'Unité de Lutte Contre la Corruption (ULCC)
Le rapport de l'ULCC sur la gestion de Djina Guillet Delatour au PNCS a conclu qu'il n'y a aucune preuve de malversation ou de corruption sous sa direction. L'enquête a écarté toutes les accusations portées contre elle, confirmant que les procédures financières et administratives étaient conformes aux normes. Ce rapport met fin aux spéculations et rétablit l'intégrité professionnelle de Mme Delatour,,.

## Sa démission à la tête du (PNCS)
Deux semaines après sa démission de la tête du Programme National de Cantines Scolaires (PNCS), Djina Guillet Delatour a déclaré son patrimoine au tribunal de première instance de Port-au-Prince, malgré les tensions dans la capitale. Cette démarche, visant à assurer transparence et responsabilité, s’inscrit dans un esprit civique. L’ancienne coordonnatrice, infirmière et entrepreneure, a exprimé son soulagement et sa volonté de rester un modèle pour la communauté haïtienne.
Un rapport de l’Unité de Lutte Contre la Corruption (ULCC) a confirmé l'absence de malversations durant son mandat, rétablissant ainsi son intégrité professionnelle. Mme Guillet Delatour a conclu en appelant à des transformations pour un avenir meilleur.

## Initiatives sociales et humanitaires
Au-delà de ses rôles officiels, Djina Guillet Delatour est également très active dans le domaine social. Elle a fait don d'un million de gourdes à l'organisation Traposa, une initiative dédiée à l'amélioration des conditions de vie des enfants défavorisés en Haïti. Ce geste humanitaire est un reflet de son engagement envers les plus demunis et de sa volonté de voir tous les enfants haïtiens avoir accès à une éducation de qualité et à des conditions de vie meilleures.

## Distinctions et Impact Durable
Les contributions de Djina Guillet Delatour ne se limitent pas à ses fonctions officielles. Elle a été honorée à plusieurs reprises pour son leadership et son dévouement au service public. Par exemple, elle a été célébrée lors de la soirée de gala Miss Ouest Haïti où elle a été mise à l’honneur pour son travail  et son engagement envers l'amélioration des conditions de vie en Haïti . Ses actions touchent des aspects variés de la société haïtienne.